# Marvaux-Vieux
Marvaux-Vieux is een gemeente in het Franse departement Ardennes in de regio Grand Est en maakt deel uit van het arrondissement Vouziers. Marvaux-Vieux telde 70 inwoners op 1 januari 2022.

## Geschiedenis
De gemeente maakte voor 2015 deel uit van het kanton Monthois tot het op 22 maart 2015 werd opgeheven en de gemeenten werden opgenomen in het kanton Attigny.

## Geografie
De oppervlakte van Marvaux-Vieux bedraagt 11,61 vierkante kilometer; Op 1 januari 2022 was de bevolkingsdichtheid 6 inwoners per km².

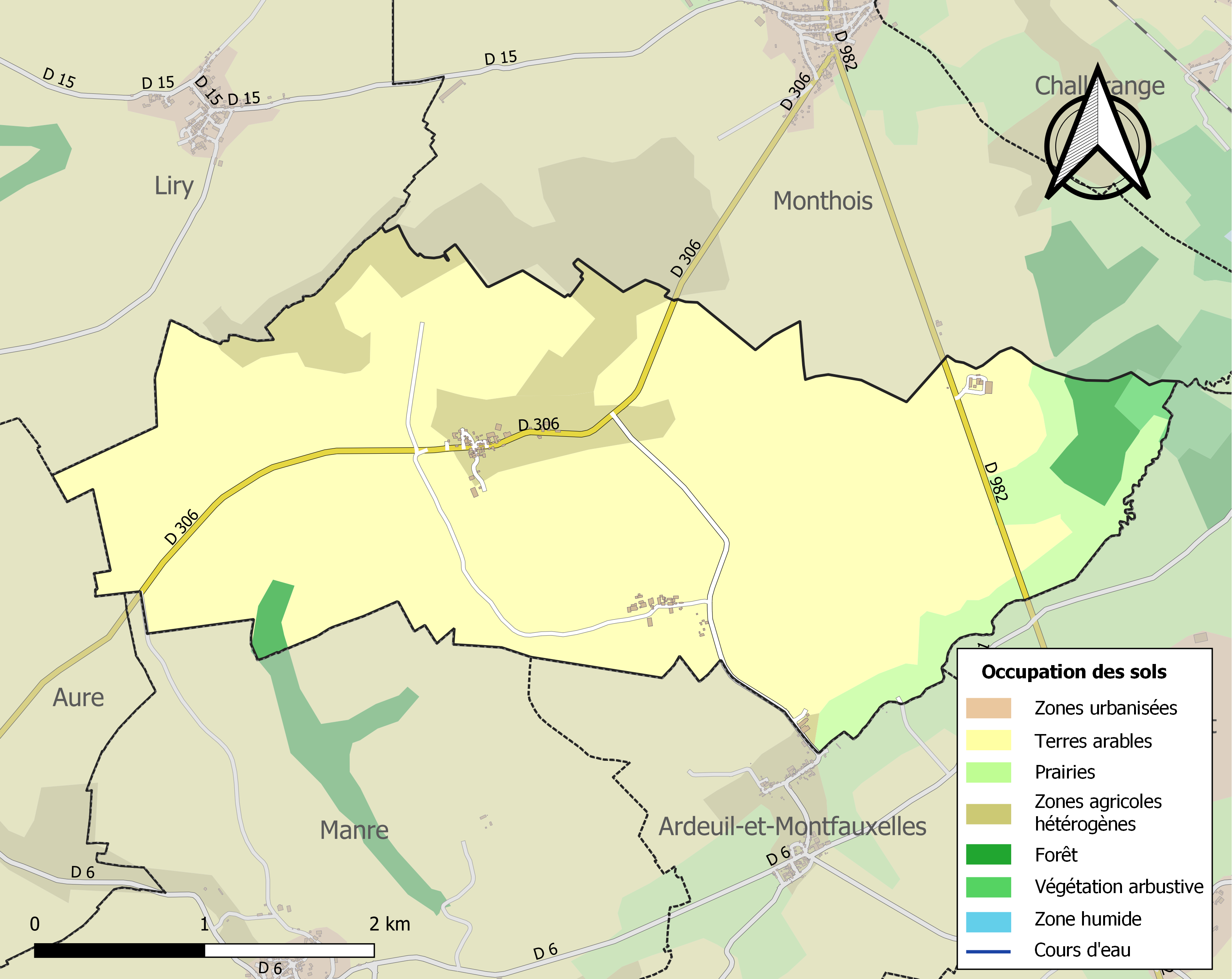
Kaart van de gemeente met de belangrijkste infrastructuur, bodemgebruik en omliggende gemeenten

## Demografie
Onderstaande figuur toont het verloop van het inwonertal.
Vanwege een beveiligingsprobleem met de MediaWiki Graph-software is het momenteel niet mogelijk deze grafiek weer te geven. Zodra de software is bijgewerkt zal de grafiek vanzelf weer zichtbaar worden.
Alland'Huy-et-Sausseuil · Apremont · Ardeuil-et-Montfauxelles · Attigny · Aure · Autry · Beffu-et-le-Morthomme · Bouconville · Bourcq · Brécy-Brières · Challerange · Champigneulle · Charbogne · Chardeny · Chatel-Chéhéry · Cauroy · Chevières · Chuffilly-Roche · Condé-lès-Autry · Contreuve · Cornay · Coulommes-et-Marqueny · Dricourt · Écordal · Exermont · Falaise · Fléville · Givry · Grandham · Grandpré · Grivy-Loisy · Guincourt · Hauviné · Jonval · Lametz · Lançon · Leffincourt · Liry · Longwé · Machault · Manre · Marcq · Marquigny · Mars-sous-Bourcq · Marvaux-Vieux · Montcheutin · Monthois · Mont-Saint-Martin · Mont-Saint-Remy · Mouron · Neuville-Day · Olizy-Primat · Pauvres · Quilly · Rilly-sur-Aisne · La Sabotterie · Saint-Clément-à-Arnes · Saint-Étienne-à-Arnes · Saint-Juvin · Saint-Lambert-et-Mont-de-Jeux · Saint-Loup-Terrier · Sainte-Marie · Saint-Morel · Saint-Pierre-à-Arnes · Sainte-Vaubourg · Saulces-Champenoises · Savigny-sur-Aisne · Séchault · Semide · Semuy · Senuc · Sommerance · Sugny · Suzanne · Tourcelles-Chaumont · Tourteron · Vaux-Champagne · Vaux-lès-Mouron · Voncq